# رأس تركي
رأس تركي هو فيلم من نوع دراما أُصدر في 2010. الفيلم من إنتاج فرنسا 2 وكنال+ وسين+ كلاسيك وفرانس تيليفيزيون، ومن توزيع وارنر برذرز، وهو من إخراج وسيناريو باسكال الالب.

## القصة
تقع أحداث الفيلم في فرنسا.

## طاقم التمثيل
- سيمون ابكاريان
- Florence Thomassin [الإنجليزية]‏
- فيليب سبيتيري  [لغات أخرى]‏
- لور مارساك
- Catherine Schaub-Abkarian ‏
- Monique Chaumette [الإنجليزية]‏
- جميل راتب
- أديل أكزاركوبولوس
- ان سواريز  [لغات أخرى]‏
- اني غريغوريو
- بريجيت كاتيلون
- Frédéric Saurel  [لغات أخرى]‏
- موسى معسكري
- باسكال الالب
- باتريس عبو  [لغات أخرى]‏
- بيير أنج لو بوجام  [لغات أخرى]‏
- رولان ماركيزيو  [لغات أخرى]‏
- ستيفان غيران، تيلي
- فاليري بنجويجوي
- رشدي زيم
- رونيت القبص

## الإنتاج
موسيقى الفيلم التصويرية كانت من تأليف برونو كولايس.

## وصلات خارجية
- رأس تركي على موقع IMDb (الإنجليزية)
- رأس تركي على موقع ألو سيني (الفرنسية)
- رأس تركي على موقع Turner Classic Movies (الإنجليزية)
- رأس تركي على موقع قاعدة بيانات الفيلم (الإنجليزية)
- رأس تركي على موقع ليتربوكسد (الإنجليزية)
- رأس تركي على موقع كينوبويسك (الروسية)